# Parafia św. Bernarda Clairvaux i św. Stanisława Kostki w Plainfield
Parafia św. Bernarda Clairvaux i św. Stanisława Kostki w Plainfield (ang. St Bernard of Clairvaux and St. Stanislaus Kostka Parish) – parafia rzymskokatolicka położona w Plainfield w stanie New Jersey w Stanach Zjednoczonych.
Jest ona wieloetniczną parafią w archidiecezji Newark, z mszą św. w j. polskim dla polskich imigrantów.
Ustanowiona w 1921 roku i dedykowana św. Bernardowi Clairvaux i św. Stanisławowi Kostce.

## Historia
5 czerwca 1921 roku biskup Jan J. O'Connor ustanowił nowej parafię św. Bernarda Clairvaux. Budowę kościoła rozpoczęto w 1925 i zakończono w 1927 roku.
Kościół, który obecnie jest kościołem parafii św. Bernarda Clairvaux i św. Stanisława Kostki, został konsekrowany w 1952 roku.
Parafia św. Stanisława Kostki została założona w 1919 roku przy ulicy 1020 W. Seventh ze względu na duży napływ polskich imigrantów, którzy osiedlili się w okolicy Plainfield.

St Mary's Church Hall było miejscem spotkań parafialnych do roku 1922, kiedy został zbudowany pierwszy kościół św. Stanisława Kostki.
W latach 1934 i 1949 dokonano poprawek budynku, a następnie w 1949 r. wybudowano nową plebanię i udzielono pozwolenia na budowę większego kościoła. Budowa nowego kościoła została ukończona w 1972 roku, kiedy w Niedzielę Wielkanocną została odprawiona pierwsza msza św.
Zmieniające się oblicze okolicy i migracja ludności spowodowały zmniejszanie się wielkości parafii.

20 listopada 2005 roku parafia św Bernard z Clairvaux we wschodniej części miasta i parafia św. Stanisława Kostki w zachodniej części miasta zostały połączone w jedną w wyniku New Energy Project w archidiecezji Newark.

## Szkoły
- Polska Szkoła Dokształcająca im. Juliana Ursyna Niemcewicza

## Nabożeństwa w j.polskim
- Niedziela – 11:00